# Muyedobotongji
Muyedobotongji (무예도보통지?, 武藝圖譜通志?, Muyedobot'ongjiMR) è un manuale illustrato sulle arti marziali coreane, commissionato nel 1790 dal re Jeongjo come complemento e supplemento a Muyejebo e Muyesinbo, due testi simili pubblicati rispettivamente nel 1598 e nel 1759. Fu pubblicato in quattro volumi nel 1795. Scritto da Yi Deongmu, Bak Jega e Baek Dongsu, illustrava 24 stili di combattimento con lance, spade, mani nude, cavalli, mazze, calci e pugni, distinguendosi dai testi esistenti che si concentravano su tattiche e strategie anziché sulla parte pratica.